# جو باتلر (موسيقي)
جو باتلر (بالإنجليزية: Joe Butler)‏ هو موسيقي أمريكي، ولد في 16 سبتمبر 1941 في لونغ آيلند في الولايات المتحدة.

## وصلات خارجية
- الموقع الرسمي
- جو باتلر على موقع IMDb (الإنجليزية)
- جو باتلر على موقع ميوزك برينز (الإنجليزية)
- جو باتلر على موقع ديسكوغز (الإنجليزية)